# Zpracovatelský průmysl
Zpracovatelský průmysl je průmyslové odvětví, které významně ovlivňuje úroveň celého hospodářství, protože se podílí nejvyšší měrou na výrobě kapitálových statků. Zpracovatelský průmysl zpracovává suroviny ze zemědělství a těžebního průmyslu, vyrábí prostředky k uspokojování lidských potřeb, ale i k další výrobní činnosti. Do tohoto odvětví řadíme průmysl hutnický, strojírenský, chemický, dřevařský, textilní, potravinářský a tak dále. Výroba se uskutečňuje v průmyslových závodech. Například pekárny vyrábějí chléb a pečivo. Výrobky se většinou vyrábějí po částech. Například součástky a díly automobilů se vyrábějí v mnoha průmyslových podnicích umístěných často i v různých zemích.